# Arnold Sommerfeld
Arnold Sommerfeld (5 de diciembre de 1868 - 26 de abril de 1951) fue un físico alemán que introdujo la constante de la estructura fina en 1919. Además de sus aportaciones como científico en los campos de la física atómica y de la física cuántica, es destacable su labor como docente, Sommerfeld fue el último en proponer un modelo siendo director de tesis doctorales de numerosos futuros ganadores del premio Nobel tanto en física como en química.

## Biografía
Arnold Sommerfeld nació en Königsberg, el 5 de diciembre de 1868, y también estudió matemáticas. En 1891 se cambió a la Universidad de Gotinga, universidad en la que obtuvo una cátedra en 1896. Desde 1897 ejerció como profesor de la universidad Clausthal-Zellerfeld, y en 1900 como profesor de ingeniería técnica en la universidad de Aquisgrán, donde desarrolló su teoría de la lubricación hidrodinámica.

### En Gotinga
En octubre de 1893, Sommerfeld se trasladó a la Universidad de Gotinga, que era el centro de las matemáticas en Alemania. Allí se convirtió en ayudante de Theodor Liebisch, en el Instituto Mineralógico, gracias a un afortunado contacto personal: Liebisch había sido profesor en la Universidad de Königsberg y amigo de la familia Sommerfeld.
En septiembre de 1894, Sommerfeld se convirtió en ayudante de Felix Klein, lo que incluía tomar notas exhaustivas durante las conferencias de Klein y redactarlas para la Sala de Lectura de Matemáticas, así como gestionar la sala de lectura.  La Habilitationsschrift de Somerfeld  se completó bajo la dirección de Klein, en 1895, lo que permitió a Sommerfeld convertirse en Privatdozent en Gotinga.
El primer trabajo de Sommerfeld bajo la supervisión de Klein fue un impresionante artículo sobre la teoría matemática de la difracción, que incluye una importante parte teórica acerca de las ecuaciones diferenciales. Otros trabajos importantes versaron sobre el estudio de la propagación de las ondas electromagnéticas en cables y sobre el estudio del campo producido por un electrón en movimiento.
Como Privatdozent, Sommerfeld dio conferencias sobre una amplia gama de temas matemáticos y de física matemática. Sus conferencias sobre ecuaciones diferenciales parciales se impartieron por primera vez en Gotinga, y evolucionaron a lo largo de su carrera docente hasta convertirse en el volumen VI de su serie de libros de texto Conferencias sobre física teórica, bajo el título Ecuaciones diferenciales parciales en física.
Las conferencias pronunciadas por Klein en 1895 y 1896 sobre cuerpos en rotación llevaron a Klein y Sommerfeld a escribir un texto en cuatro volúmenes Die Theorie des Kreisels (La teoría de los cuerpos en rotación), una colaboración que duró 13 años, de 1897 a 1910. Los dos primeros volúmenes trataban sobre teoría, y los dos últimos sobre aplicaciones en geofísica, astronomía y tecnología. La asociación que Sommerfeld tuvo con Klein influyó en el giro mental de Sommerfeld hacia las matemáticas aplicadas y en el arte de dar conferencias.
Durante su estancia en Gotinga, Sommerfeld conoció a Johanna Höpfner, hija de Ernst Höpfner, conservador de Gotinga. En octubre de 1897 Sommerfeld empezó a ocupar la cátedra de Matemáticas de la Bergakademie de Clausthal-Zellerfeld; era el sucesor de Wilhelm Wien. Este nombramiento le proporcionó ingresos suficientes para casarse con Johanna.
A petición de Klein, Sommerfeld asumió el cargo de editor del volumen V de la Enzyklopädie der mathematischen Wissenschaften; fue una tarea de gran envergadura que duró desde 1898 hasta 1926.

### En Aquisgrán
En 1900, Sommerfeld fue nombrado profesor extraordinario de la cátedra de Mecánica Aplicada de la Königliche Technische Hochschule de Aquisgrán (más tarde Universidad RWTH de Aquisgrán), gracias a las gestiones de Klein. En Aquisgrán desarrolló la teoría de la hidrodinámica, que le interesaría durante mucho tiempo. Más tarde, en la Universidad de Múnich, los alumnos de Sommerfeld Ludwig Hopf y Werner Heisenberg escribirían sus tesis doctorales sobre este tema. Por sus contribuciones al conocimiento de la lubricación de cojinetes de deslizamiento durante su estancia en Aquisgrán, fue nombrado uno de los 23 "Hombres de la Tribología" por Duncan Dowson.

### En Múnich
A partir de 1906, Sommerfeld se estableció como profesor ordinario de Física y director del nuevo Instituto de Física Teórica de la Universidad de Múnich. Fue seleccionado para estos cargos por Wilhelm Röntgen, director del Instituto de Física de Múnich, que Sommerfeld consideraba llamado a una "esfera de acción privilegiada".
Hasta finales del siglo XIX y principios del XX, en Alemania se consideraba que la física experimental tenía un estatus superior dentro de la comunidad. A principios del siglo XX, teóricos como Sommerfeld en Múnich y Max Born en la Universidad de Gotinga, con su formación temprana en matemáticas, dieron la vuelta a esta situación de modo que la física matemática, es decir, la física teórica, se convirtió en la principal impulsora, y la física experimental se utilizó para verificar o avanzar en la teoría. Tras doctorarse con Sommerfeld, Wolfgang Pauli, Werner Heisenberg y Walter Heitler se convirtieron en ayudantes de Bohr e hicieron importantes contribuciones al desarrollo de la mecánica cuántica, que entonces se encontraba en un desarrollo muy rápido.
También puede citarse entre sus doctorandos a Peter Debye (en 1908), Paul Ewald (en 1912), o Hans Bethe (en 1928). En total, supervisó cerca de 30 tesis doctorales durante sus años en la Universidad de Múnich.
Durante sus 32 años de docencia en Múnich, Sommerfeld impartió cursos generales y especializados, además de organizar seminarios y coloquios, Los cursos generales versaban sobre mecánica, mecánica de cuerpos deformables, electrodinámica, óptica, termodinámica y mecánica estadística, y ecuaciones diferenciales parciales en física. Se impartían cuatro horas a la semana, 13 semanas en invierno y 11 semanas en verano, y estaban dirigidos a estudiantes que habían recibido cursos de física experimental de Röntgen y, más tarde, de Wilhelm Wien. También había una presentación semanal de dos horas para la discusión de problemas. Los cursos especializados eran de actualidad y se basaban en los intereses de investigación de Sommerfeld; el material de estos cursos apareció más tarde en las publicaciones de literatura científica de Sommerfeld. El objetivo de estas conferencias especiales era abordar temas de actualidad en física teórica y que Sommerfeld y los estudiantes obtuvieran una comprensión sistemática del tema, independientemente de si tenían éxito o no en la resolución del problema planteado por el tema de actualidad. Para los periodos de seminario y coloquio, a los estudiantes se les asignaban artículos de la literatura actual y luego preparaban una presentación oral. De 1942 a 1951, Sommerfeld trabajó en la puesta en orden de sus notas de conferencias para su publicación. que se publicaron como las Lectures on Theoretical Physics en seis volúmenes.
En 1927 Sommerfield aplicó las estadísticas de Fermi-Dirac al modelo de Drude de los electrones en los metales. La nueva teoría resolvía muchos de los problemas, prediciendo las propiedades térmicas de los metales. 
Sommerfeld murió en 1951 en Múnich a causa de las heridas de un accidente de tráfico.

### Visita a España en 1921
En 1921 visitó Madrid, y siendo sabedor de los descubrimientos de Miguel A. Catalán, se interesó por conocerle personalmente. En la primera entrevista, Miguel no tuvo ningún reparo en hacerle entrega de una copia de su trabajo sobre el manganeso, antes de publicarlo.

## Logros

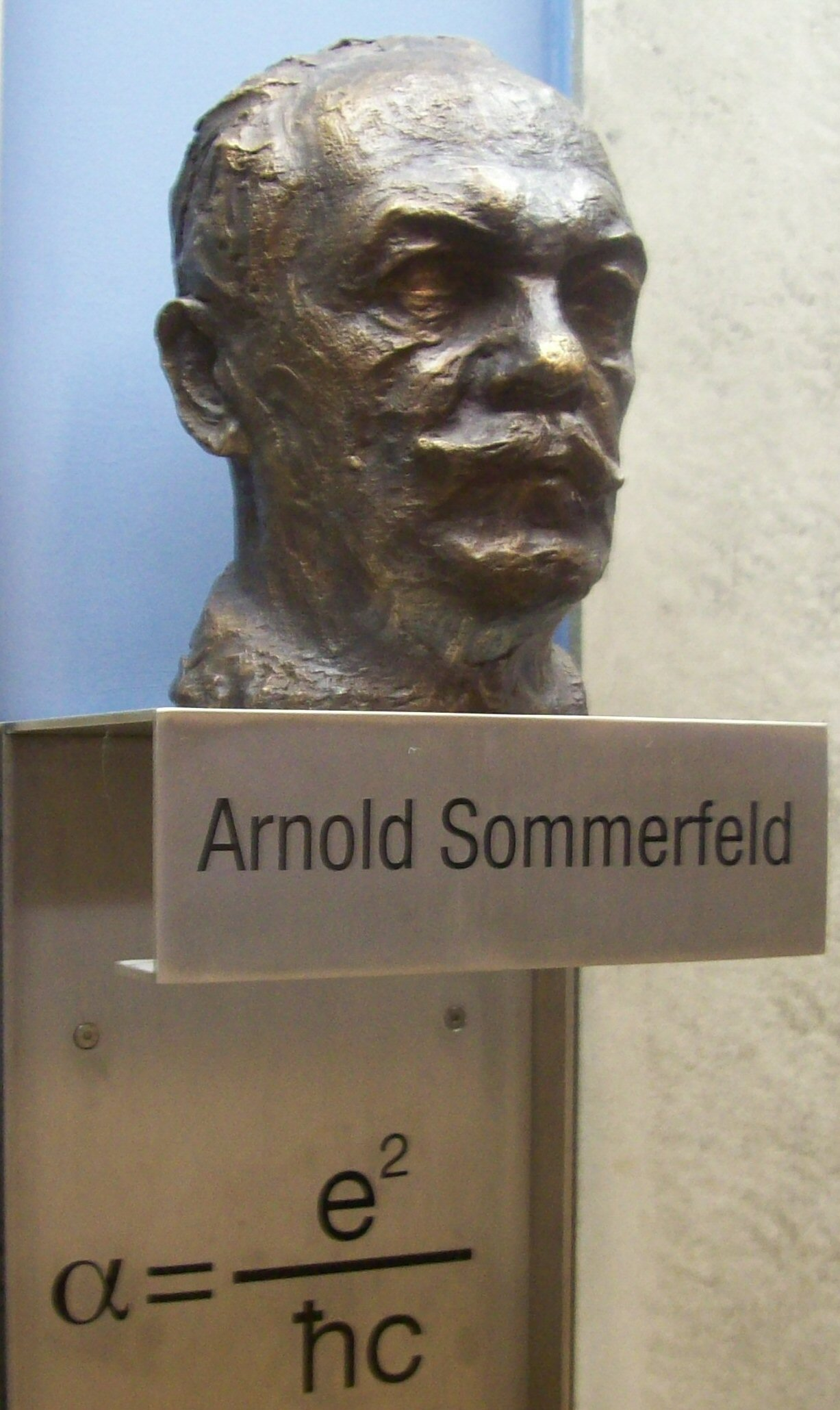
Busto de Sommerfeld, Múnich, LMU, Theresienstr. 37

Junto con Max Planck, Albert Einstein y Niels Bohr, Sommerfeld fue uno de los investigadores que crearon la física teórica moderna con sus piedras angulares física cuántica y la teoría de la relatividad a principios del siglo XX y la convirtieron en el fundamento de la física. Fue importante como investigador y como profesor académico. Su contribución a la ciencia consistió menos en la formulación de teorías físicas nuevas y revolucionarias que en la aplicación de métodos matemáticos avanzados a problemas físicos y técnicos. Una contribución importante a la física cuántica temprana fue la ampliación del modelo atómico de Bohr para que también pudiera utilizarse para explicar la estructura fina de las líneas espectrales del hidrógeno (modelo atómico de bohr-sommerfeld). Introdujo la constante de estructura fina α. También desarrolló una teoría de la radiación de rayos X, mejoró la teoría de Drude de los electrones metálicos aplicando la mecánica cuántica (teoría de Drude-Sommerfeld) y, junto con Felix Klein, elaboró una teoría completa del giroscopio.  Sommerfeld fue también uno de los primeros físicos en aceptar y aplicar la teoría especial de la relatividad de Albert Einstein y, por tanto, en ayudar a ponerla en práctica. Sommerfeld también trabajó en cojinetes de deslizamiento hidrodinámicos y desarrolló el número de Sommerfeld que lleva su nombre como medida de la carga sobre un cojinete y trabajó en problemas de estabilidad en hidrodinámica (ecuación de Orr-Sommerfelds).

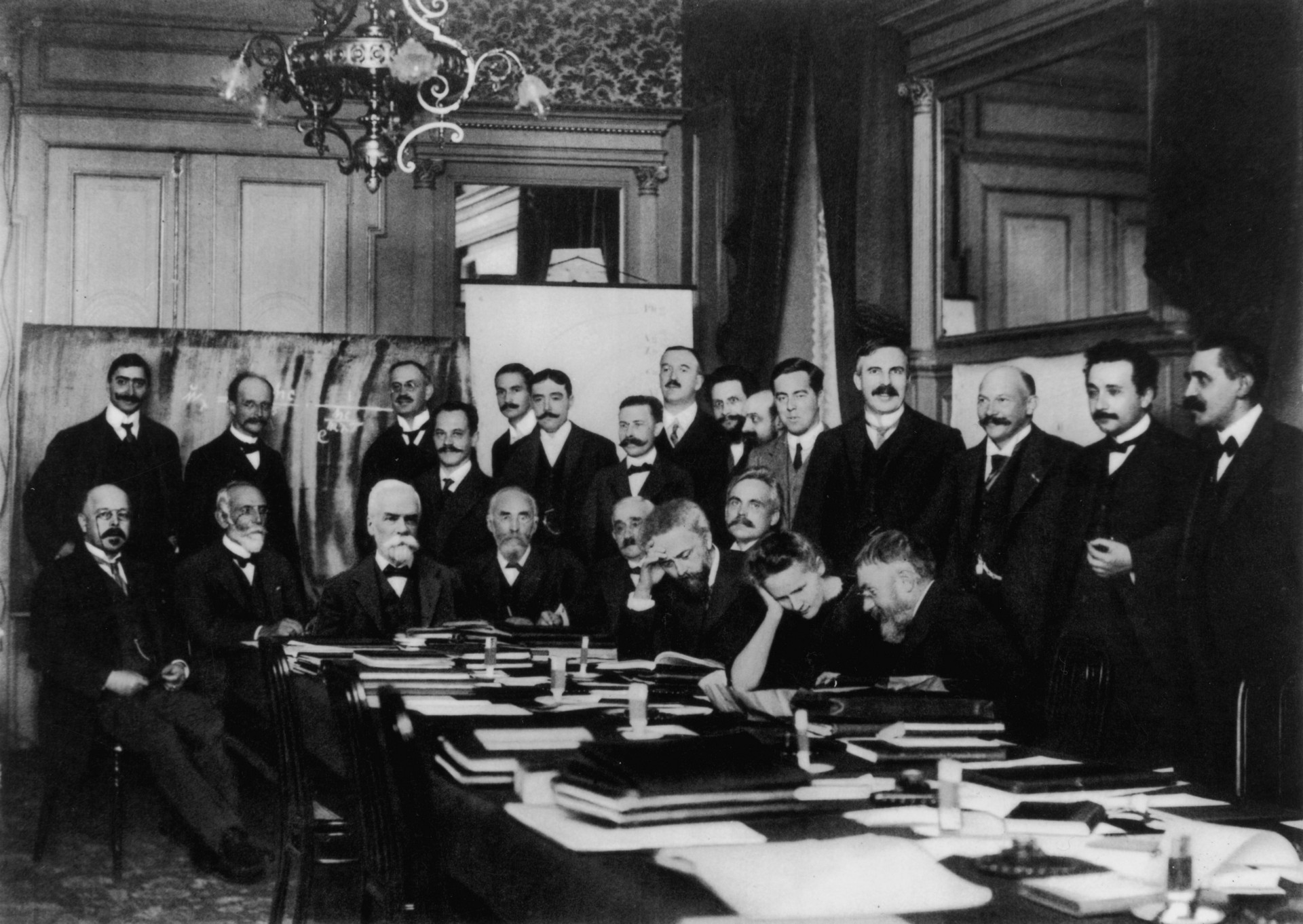
Participantes de la primera conferencia Solvay (1911)

Sommerfeld fue nominado para el Premio Nobel un total de 84 veces (sólo unos pocos individuos selectos, como los anteriores ganadores del Premio Nobel, son elegibles para la nominación) -más a menudo que cualquier otro físico antes o después de él-, pero nunca lo recibió. Incluso como profesor universitario, entre sus asistentes, doctorandos o estudiantes había más futuros premios Nobel que entre cualquier otro premio Nobel de Física anterior. La llamada Escuela Sommerfeld de Física Teórica ejerció una fuerte influencia en el desarrollo de su ciencia (especialmente en la teoría cuántica y su divulgación), tanto por la calidad de sus trabajos como por las numerosas cátedras que posteriormente ocuparon sus representantes en Alemania y Estados Unidos. Con Werner Heisenberg y Wolfgang Pauli, dos de los investigadores clave en la formulación de la mecánica cuántica se doctoraron con Sommerfeld. Otros doctorandos de Sommerfeld fueron, entre otros. Peter Debye, Hans Bethe, Paul Sophus Epstein, Walter Heitler, Walter Franz, Ludwig Hopf, Herbert Fröhlich, Paul Peter Ewald, Adolf Kratzer, Karl Bechert, Alfred Landé, Wilhelm Lenz, Otto Laporte, Josef Meixner, Albrecht Unsöld, Gregor Wentzel, Ernst Guillemin, Rudolf Seeliger, Helmut Hönl, Fritz Bopp y Heinrich Welker. Por su instituto pasaron estudiantes posdoctorales extranjeros como Isidor Isaac Rabi y Linus Pauling.
No todo el mundo se llevaba bien con la personalidad de Sommerfeld. Heisenberg dijo (muy respetuosamente) sobre él:

Era un consejero privado al viejo estilo, con opiniones muy firmes sobre la moral, la política, el comportamiento, etc. Pauli decía de él: "Parece un viejo coronel de húsares". Pauli solía decir de él: "Parece un viejo coronel de húsares". Tenía el bigote, la personalidad y las ideas firmes.

Una anécdota difundida por Edward Teller se hizo famosa y se volvió a contar con una sonrisa:

El joven estadounidense John Hasbrouck Van Vleck estudiaba en el Instituto de Física de Múnich. Un día, Van Vleck estaba sentado en la biblioteca y Sommerfeld entró en la sala, tras lo cual Van Vleck se levantó de su asiento y dijo cortésmente "¡Buenos días, señor Sommerfeld!", pero Sommerfeld sólo le saludó con un gruñido de mala gana. A la mañana siguiente se repitió la escena, Van Vleck se levantó de un salto y dijo: "¡Buenos días, doctor!", a lo que Sommerfeld sonrió un poco pero no dijo nada en respuesta. Al tercer día, ambos volvieron a encontrarse y Van Vleck saludó a Sommerfeld con un "¡Buenos días, profesor!". Sommerfeld también respondió con un "¡Buenos días!". Finalmente, el cuarto día, Sommerfeld entró de nuevo en la biblioteca y Van Vleck le saludó con un "¡Buenos días, Consejero Privado!". Sommerfeld se inclinó entonces hacia su alumno, asombrado, y le dijo a modo de elogio: "¡Pero si tu alemán mejora cada día!"

.
Sommerfeld también influyó en la ciencia como autor de libros especializados. Su libro Atombau und Spektrallinien, publicado por primera vez en 1919, apareció en ediciones constantemente ampliadas durante los años siguientes, reflejando el rápido desarrollo de la física atómica en aquella época. Durante mucho tiempo, fue una de las publicaciones más importantes que puso al alcance de los experimentadores los descubrimientos teóricos de la joven mecánica cuántica y también desempeñó un papel destacado en la formación de estudiantes.

## Obras

### Artículos
- Arnold Sommerfeld, "Mathematische Theorie der Diffraction" (The Mathematical Theory of Diffraction), Math. Ann. 47(2–3), pp. 317–374. (1896). doi 10.1007/bf01447273.
  - Translated by Raymond J. Nagem, Mario Zampolli, and Guido Sandri in Mathematical Theory of Diffraction (Birkhäuser Boston, 2003), ISBN 0-8176-3604-8
- Arnold Sommerfeld, "Uber die Ausbreitung der Wellen in der Drahtlosen Telegraphie" (The Propagation of Waves in Wireless Telegraphy), Ann. Physik [4] 28, 665 (1909); 62, 95 (1920); 81, 1135 (1926).
- Arnold Sommerfeld, "Some Reminiscences of My Teaching Career", American Journal of Physics Volume 17, Number 5, 315–316 (1949). Discurso de recepción de la Medalla Oersted de 1948.

### Libros
Sommerfeld  realizó numerosas contribuciones literarias, escribiendo libros de textos sobre física teórica y matemáticas aplicadas, entre ellas:
- La Serie "Lectures on Theoretical Physics", que contiene:

2.Mecánica de cuerpos deformables. Lectures on Theoretical Physics. 
3.Electrodinámica. Lectures on Theoretical Physics. 
4.Óptica. Lectures on Theoretical Physics. 
5.Termodinámica y mecánica estadística. Lectures on Theoretical Physics. 
6.Ecuaciones diferenciales parciales en física. Lectures on Theoretical Physics. 
- Mathematical Theory of Diffraction
- Atomic Structure and Spectral Lines[23]

## Eponimia
Además de los distintos conceptos científicos que llevan su nombre, se tiene que:
- El cráter lunar Sommerfeld lleva este nombre en su memoria.[24]
- El asteroide (32809) Sommerfeld también conmemora su nombre.[25]